# Terry Yorath
Terence ("Terry") Yorath (Cardiff, 27 maart 1950) is een voormalig profvoetballer uit Wales die in de jaren zeventig naam maakte als middenvelder bij Leeds United (1967–1977). Hij sloot zijn carrière af in het seizoen 1986-1987 bij Swansea City. Nadien stapte hij het trainersvak in, en was hij onder meer bondscoach van zijn vaderland (1988–1993).

## Interlandcarrière
Yorath kwam in totaal 59 keer (twee doelpunten) uit voor de nationale ploeg van Wales in de periode 1969–1981. Onder leiding van bondscoach David Bowen maakte hij zijn debuut op 4 november 1969 in het verloren WK-kwalificatieduel tegen Italië (4-1). Yorath droeg 42 keer de aanvoerdersband.
| Interlanddoelpunten | Interlanddoelpunten | Interlanddoelpunten | Interlanddoelpunten | Interlanddoelpunten | Interlanddoelpunten | Interlanddoelpunten | Interlanddoelpunten |
| #                   | Datum               | Locatie             | Wedstrijd           | Goal(s)             | Score               | Uitslag             | Wedstrijd           |
| ------------------- | ------------------- | ------------------- | ------------------- | ------------------- | ------------------- | ------------------- | ------------------- |
| 1                   | 20/11/1974          | Swansea             | Wales – Luxemburg   | 75'                 | 5 – 0               | 5 – 0               | EK-kwalificatie     |
| 2                   | 24/02/1981          | Dublin              | Ierland – Wales     | 89'                 | 1 – 3               | 1 – 3               | Oefeninterland      |

## Trainerscarrière
Terry Yorath trad aan als bondscoach van Wales in 1988, als opvolger van David Williams. Hij combineerde deze functie met die van clubcoach van eerst Swansea City en later Bradford City. Zijn eerste duel op de bank bij de Welshmen was de vriendschappelijke wedstrijd tegen Joegoslavië op 23 maart 1988. Wales verloor dat duel met 2-1. Yorath had in totaal 41 duels de leiding bij de nationale ploeg. Hij zwaaide af na de met 2-1 verloren WK-kwalificatiewedstrijd tegen Roemenië op 17 november 1993.

## Erelijst
Leeds United
- Engels landskampioenschap

1968/69, 1973/74
- FA Cup

1972
- FA Community Shield

1969
- Jaarbeursstedenbeker

1968, 1971
 Tottenham Hotspur
- FA Cup

1981